# Miyu Nagasaki
Miyu Nagasaki (Japans: 長﨑 美柚) (Ebina, 15 juni 2002) is een Japans professioneel tafeltennisser. Ze speelt linkshandig, met de shakehandgreep.

## Belangrijkste resultaten
- Zilver met het team op de wereldkampioenschappen 2018.
- Zilver met het team op de wereldkampioenschappen 2022.
- Brons in het vrouwendubbelspel op de wereldkampioenschappen 2023 met Miyuu Kihara.